# Lypovets
Lypovets (ukrainsk: Липовець) er en by i det vestlige Ukraine. Byen ligger ved floden Sob. Den har 7.958 (2022) indbyggere og ligger i Vinnytsja rajon i Vinnytsja oblast.